# Число обумовленості
Число обумовленості — величина, що характеризує точність розв'язку, отриманого чисельним методом. Якщо точність велика, то дані добре обумовлені, інакше вони погано обумовлені.
Число обумовленості функції по відношенню до аргументу вимірює, наскільки може змінитися вихідне значення функції при невеликій зміні вхідного аргументу. Це використовується, щоб виміряти, наскільки чутлива функція до змін або помилок на вході, і на скільки помилка на виході є результатом помилки на вході. Дуже часто розв'язується зворотна задача — знаючи {\displaystyle f(x)=y}, знайти {\displaystyle x}, і тому має використовуватися число обумовленості (локальної) оберненої задачі. В лінійній регресії число обумовленості може використовуватися для діагностики мультиколінеарності.
Для квадратної матриці {\displaystyle A} — це {\displaystyle \kappa (A)=\|A\|\cdot \|A^{-1}\|.} Де {\displaystyle \|A\|} — норма матриці A.
Число обумовленості характеризує стійкість СЛАР до обчислювальної похибки. Тобто, що більше число обумовленості матриці системи (що гірше обумовлена СЛАР), то менш точними будуть розв'язки отримані за допомогою чисельних методів, та навпаки.

## Прямокутна матриця
Для прямокутної матриці {\displaystyle A\in \mathbb {C} ^{m\times n},} повного рангу, {\displaystyle m\geq n,} число обумовленості визначають через псевдообернену матрицю: {\displaystyle \kappa (A)=\|A\|\cdot \|A^{+}\|.} Оскільки {\displaystyle A^{+}} мотивована проблемою найменших квадратів, це визначення найкорисніше у випадку {\displaystyle \|\cdot \|=\|\cdot \|_{2},} коли ми маємо
{\displaystyle \kappa (A)={\frac {\sigma _{1}}{\sigma _{n}}}.}

## Властивості числа обумовленості
1. {\displaystyle \kappa (A)\geq 1}